# Euchrysops abyssinica
Euchrysops abyssinica är en fjärilsart som beskrevs av Aurivillius 1922. Euchrysops abyssinica ingår i släktet Euchrysops och familjen juvelvingar. Inga underarter finns listade i Catalogue of Life.